# Titularbistum Rusadus
Rusadus war eine antike Stadt in der römischen Provinz Mauretania Caesariensis im Norden von Algerien.
Rusadus (ital.: Rusado) ist ein ehemaliges Bistum der römisch-katholischen Kirche und heute ein Titularbistum.
| Titularbischöfe von Rusadus |                                |                                                                                         |                  |                    |
| Nr.                         | Name                           | Amt                                                                                     | von              | bis                |
| 1                           | Agapito Augusto Fiorentini OFM | Apostolischer Vikar des Apostolischen Vikariats von Nord-Shansi (Republik China)        | 16. März 1902    | 21. September 1938 |
| 2                           | Juan Tarsicio Senner OFM       | Apostolischer Vikar von Chiquitos, Weihbischof in Sucre (Bolivien)                      | 25. Februar 1942 | 26. Oktober 1951   |
| 3                           | Joseph Howard Hodges           | Weihbischof in Richmond (Virginia), Koadjutorbischof von Wheeling (West-Virginia) (USA) | 8. August 1952   | 23. November 1962  |
| 4                           | Pavel Mária Hnilica SJ         | tschechoslowakischer Untergrundbischof                                                  | 13. Mai 1964     | 8. Oktober 2006    |
| 5                           | Pascal Wintzer                 | Weihbischof in Poitiers (Frankreich)                                                    | 2. April 2007    | 13. Januar 2012    |
| 6                           | Georges Abou Khazen OFM        | Apostolischer Vikar von Aleppo                                                          | 4. November 2013 |                    |